# Bedotia marojejy
Bedotia marojejy ist eine Fischart aus der auf Madagaskar endemischen Fischfamilie Bedotiidae. Sie ist bisher nur aus dem Einzugsgebiet des Flusses Manantenina im Nordosten der Insel nördlich von Andapa bekannt.

## Merkmale
Bedotia marojejy erreicht eine Standardlänge von ca. 5 cm. Die Kopflänge liegt bei 27 bis 30 % der Standardlänge, die maximale Körperhöhe der Fische beträgt etwa 24 % der Standardlänge. Verglichen mit anderen Bedotia-Arten ist Bedotia marojejy relativ stämmig und kurz. Die Art hat nur 34 Wirbel, während andere Bedotia-Arten in der Regel 35 bis 37 Wirbel aufweisen (sehr selten 34). Äußerlich kann Bedotia marojejy durch seine Zeichnung, die von einer Reihe dunkler Flecke entlang der Körperseiten geprägt ist, von anderen Bedotia-Arten unterschieden werden. Die Kopfoberseite und der Rücken sind dunkel, die Flanken oberhalb der Seitenlinie goldgelb und die untere Körperhälfte ist weißlich. Die Schwanzflosse ist rot. Der Verdauungstrakt ist extrem kurz und hat nur ein Drittel der Gesamtlänge der Fische. Bei allen vier für die Erstbeschreibung untersuchten Exemplaren fand man im Verdauungstrakt sowohl Fragmente von aquatischen Insektenlarven als auch von terrestrischen Insektenimagos.
- Flossenformel: Dorsale VI/12–13, Anale 17, Pectorale 14, Ventrale I/5.
- Schuppenformel: mLR 32–33.[1]

## Gefährdung
Die Art wird von der Weltnaturschutzunion (IUCN) als stark gefährdet (endangered) eingestuft. Ihr Lebensraum ist durch die von Abholzung insbesondere für Palisander verursachte Verschlammung des Flusses beeinträchtigt. Das Rosenholz wird auch im Wasser flussabwärts transportiert. Zudem wirkt sich die Einführung von Schwertträgern (Xiphophorus helleri) negativ auf die Population aus. Möglicherweise frisst die Art Eier von Bedotia marojejy. Das Verbreitungsgebiet von Bedotia marojejy erstreckt sich in den Nationalpark Marojejy. Die Fische werden mit Moskitonetzen gefangen und lokal als Speise genutzt.